# Ang Mei

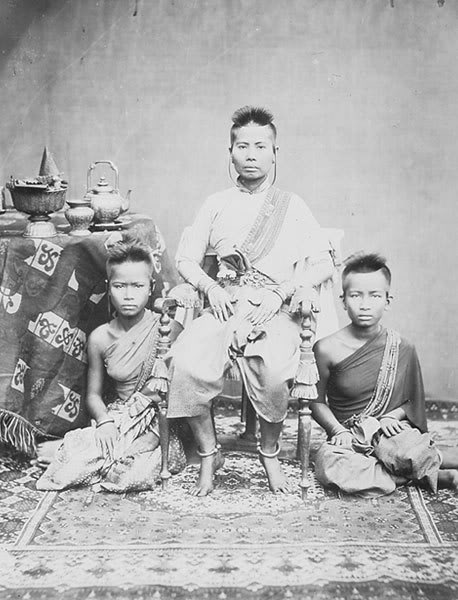
Ang Mei nach ihrer Absetzung

Ang Mei (geboren 1815; gestorben im Dezember 1874 in Udong, Französisch-Indochina; Khmer ក្សត្រីអង្គម៉ី; vietnamesischer Name Ngọc Vân oder 玉雲) war die von vietnamesischen Gnaden eingesetzte Königin von Kambodscha zwischen 1835 und 1841 sowie nominell noch 1844 bis 1847. Ang Meis Herrschaft war nicht unangefochten, ihre Herrschaft wurde durch den Siamesisch-Vietnamesischen Krieg von 1841–1845 beendet.

## Leben
Ang Mei war die zweite Tochter von König Ang Chan II (1791–1835), der zunächst 1806 von Siam installiert worden war, sich dann aber auf die Seite Vietnams geschlagen hatte, und ab 1811 effektiv ein vietnamesischer Vasallenkönig geworden war. Ihre Mutter war Neak Moneang Krachap, Ang Chans Zweitfrau. Von den fünf Kindern Ang Chans waren bei seinem Tod nur noch die vier Töchter Ang Baen, Ang Mei, Ang Bev und Ang Snguon am Leben. Die vietnamtreue Fraktion bei Hofe ignorierte die möglichen Anrechte der Chakri-freundlichen Fraktion rund um die Brüder Ang Chans II., Ang Im und Ang Duong, sowie der ältesten Prinzessin Ang Baen. Deshalb wurde im Januar 1835 Ang Mei als die Thronfolgerin Ang Chans installiert. Sie war damit die erste über Kambodscha herrschende Frau seit Königin Tei, die 1687 für drei Monate regiert hatte. Den Versuch Vietnams, einen Sohn Gia Longs mit Ang Mei zu verheiraten und so eine dynastische Verbindung zwischen den Reichen zu etablieren, scheiterte am Widerstand des kambodschanischen Adels.
Ihre „Herrschaft“ war offensichtlich aber nur nomineller Natur, zumal die „Leibgarde“ der Königin und ihrer Schwestern Vietnamesen waren. Unter General Truong Minh Giang, der bereits für ihren Vater der vietnamesische Statthalter in Kambodscha gewesen war, fanden immer exzessivere Bemühungen statt, die kambodschanische Kultur in die vietnamesische zu assimilieren, während die vietnamesische Armee sich als Besatzungsmacht gerierte. Bereits ab 1837 kam es zu ersten antivietnamesischen Aufständen, die sich um 1839/1840 aufgrund neuer Repressionen ausweiteten. 1840 wurde Ang Mei anlässlich eines Fluchtversuchs ihrer Schwester Baen schließlich zu einer Herzogin von Kambodscha herabgestuft und im August 1841 angesichts einer von den Rebellen sehnlich erwarteten siamesischen Invasion mitsamt der Kronjuwelen in die vietnamesische Hauptstadt Huế entführt. Baen wurde hingegen gefoltert und hingerichtet.
Während in Kambodscha noch der Krieg wütete, wurde Ang Mei bei einer für Vietnam günstigen Gelegenheit im März 1844 noch einmal auf dem Thron in Udong als Königin von Kambodscha proklamiert, dann aber wieder nach Huế zurückgebracht. Der 1845 geschlossene Friedensvertrag zwischen Siam und Vietnam sah schließlich einen Rückzug beider Hegemonialmächte aus Kambodscha und eine Ko-Regentschaft zwischen Ang Duong und Ang Mei vor. Doch bei der Krönungszeremonie 1847 anlässlich der Rückgabe der Kronjuwelen aus Vietnam war lediglich Ang Duong anwesend, der danach als beliebter und bedeutender König in die kambodschanische Geschichte einging. Spätestens ab diesem Zeitpunkt befand sich Ang Mei mit ihren Getreuen zwar nicht unter Hausarrest, aber unter ständiger Aufsicht in Udong, wo sie noch königliche Privilegien genoss, aber von der Macht abgeschnitten war.
Berichten zufolge sei sie in ihren letzten zwanzig Jahren gegenüber der Öffentlichkeit unleidlich und hochfahrend aufgetreten. Angesichts ihres Familienschicksals wird auch eine Form des Wahnsinns vermutet. Mit einem namentlich nicht näher bekannten Ehemann hatte sie zwei Töchter. Beide Eheleute kamen 1874 bei einem Unfall ums Leben.